# Denticulé
Un denticulé est un outil en pierre apparu durant l'Acheuléen, mais utilisé jusqu'à son remplacement par le métal (Âge du fer en Europe). Il présente un côté tranchant denté, un peu comme une scie ou un couteau à pain.
Il est façonné à partir d'un éclat dont des bords ont été retirés de manière régulière, par percussion directe (type clactonien) et/ou par retouches à pression, pour faire apparaître en négatif des dents à la façon d'une scie. Cet outil a pu servir à découper des matériaux organiques durs, comme des branches d'arbres, des carcasses et des bois d'animaux.
On parle aussi de microdenticulé dans le cas d'un outil avec de nombreuses petites encoches, créant comme un couteau à dents. Leur fonction est alors plutôt de racler des plantes dures.    
La longévité d'un tel outil qui transcende plusieurs cultures archéologiques, du Paléolithique inférieur jusqu'à l'Âge de fer, peut entraîner des confusions si l'outil est étudié hors contexte stratigraphique ou sans datation absolue. Par exemple, d'anciennes fouilles à l'Abric Agut (Catalogne) y avait identifié un Moustérien à denticulés par similitude avec l'Abri Romaní voisin, lui bien documenté. Des études stratigraphiques et des datations radiométriques de fouilles postérieures aboutirent à réattribuer le gisement au Mésolithique, et non au paléolithique moyen, les datations radiométriques donnant un résultat entre 11 ka cal BP et 9 ka cal BP.

## Obtention
La matière première est d'abord sélectionnée sur un gisement, il s'agit en général de silex, mais on peut aussi trouver du quartzite, du quartz, voire de l'obsidienne. Ensuite, le nucléus choisi est débité par percussion directe pour donner un éclat. C'est cet éclat qui va être retouché afin d'y créer une série d'encoches (enlèvement de matière première sur les bords) qui seront espacées de manière régulière. Chaque encoche peut être créée par un seul coup de percuteur (encoche dite clactonienne) et/ou par plusieurs pressions sur le bord à enlever. Le retouchage par percussion est celui qui enlève le plus de matière mais de manière grossière, le retouchage par pression est lui plus fin et permet ainsi d'obtenir un profil de dentelure plus régulier. On peut employer les deux techniques, de petites retouches par pression venant affiner une première encoche obtenue par percussion.
À la fin du processus de taille apparaît alors, en négatif, un bord tranchant composé de petites dents (ou denticules).
L'idée du denticulé serait donc celle d'une alternance de trous et de dents à la manière d'une scie. Le profil de cette alternance est en général convexe ou droit, voire irrégulier ou concave dans quelques cas. La fonction serait alors de « scier » ou de travailler les objets dures comme les os et le bois.  

Différents profils de denticulés
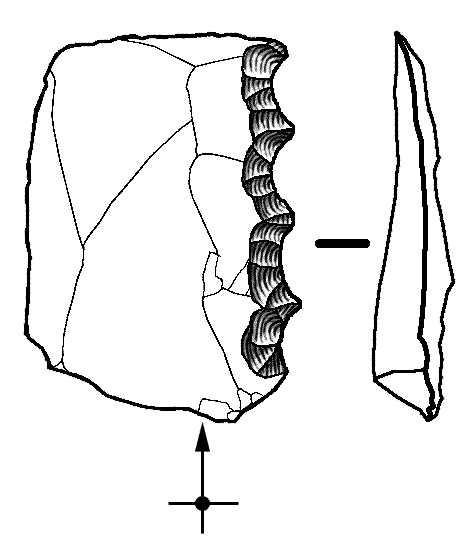
Schéma d'éclat denticulé droit
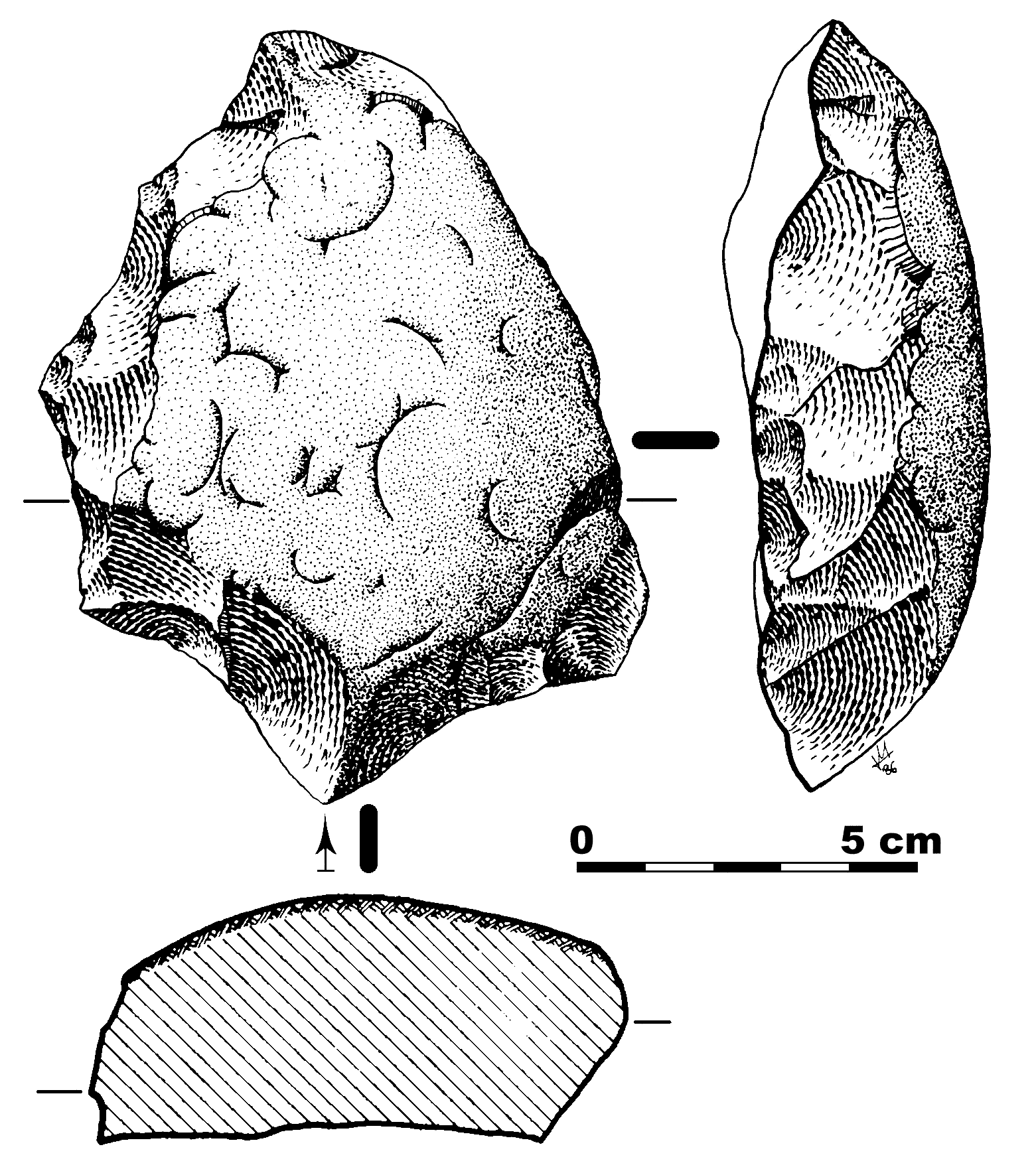
Denticulé convexe (Acheuléen, Salamanque)
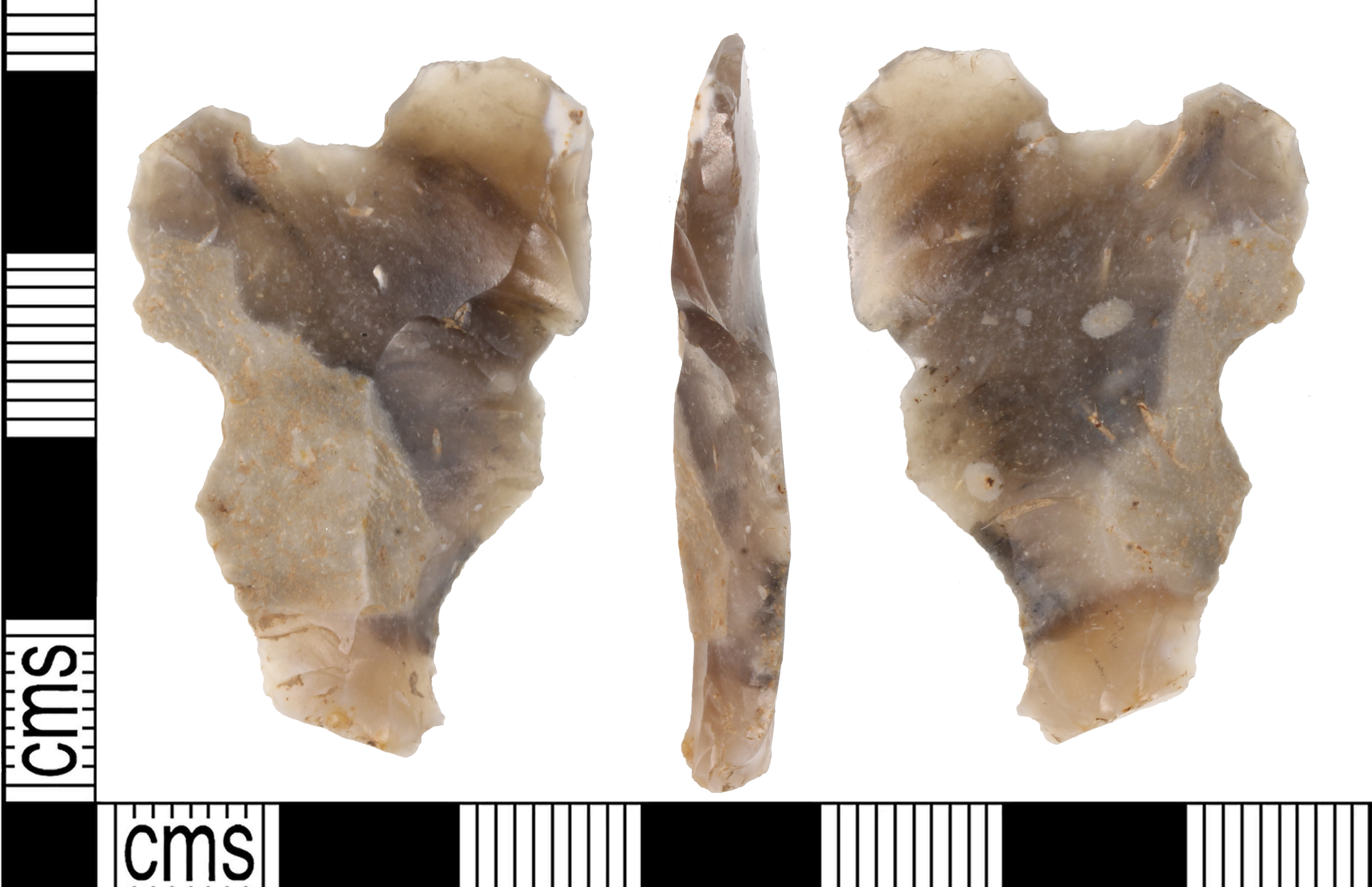
Denticulé convexe irrégulier (Âge du bronze, Kent)

Si l'éclat est retouché de manière continue afin d'obtenir un profil régulier, et non en dents de scie comme ici, on parle alors de grattoir ou de racloir dont la fonction serait tout autre (travail de peaux animales, raclage des os et du bois).

## Périodes
On retrouve des pierre taillées de style denticulés datant du Paléolithique inférieur (faciès de l'Acheuléen), du Paléolithique moyen (faciès du Moustérien), Paléolithique supérieur, Mésolithique, Néolithique, Âge du bronze, et Âge du fer. 

Denticulés de différentes périodes
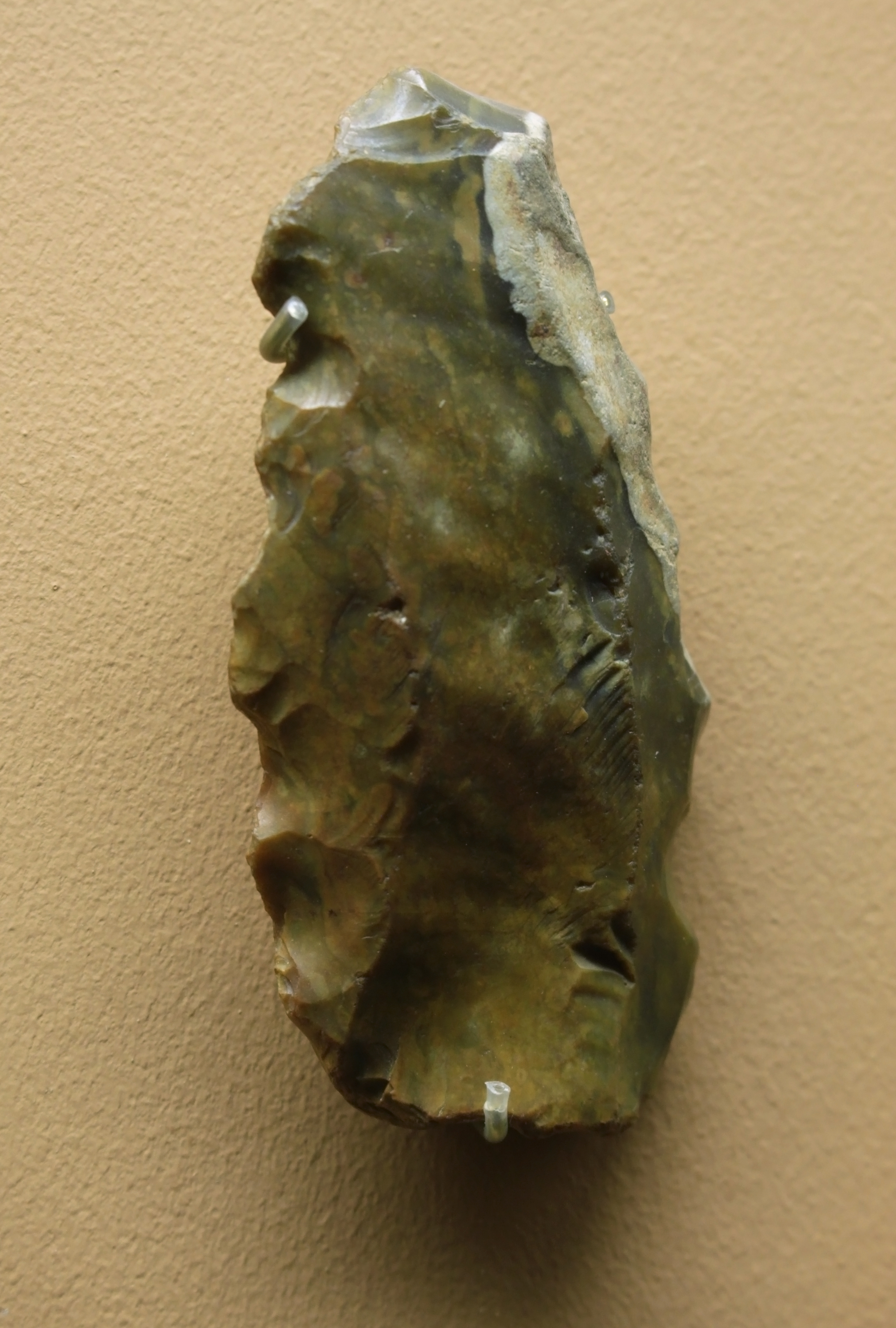
Acheuléen
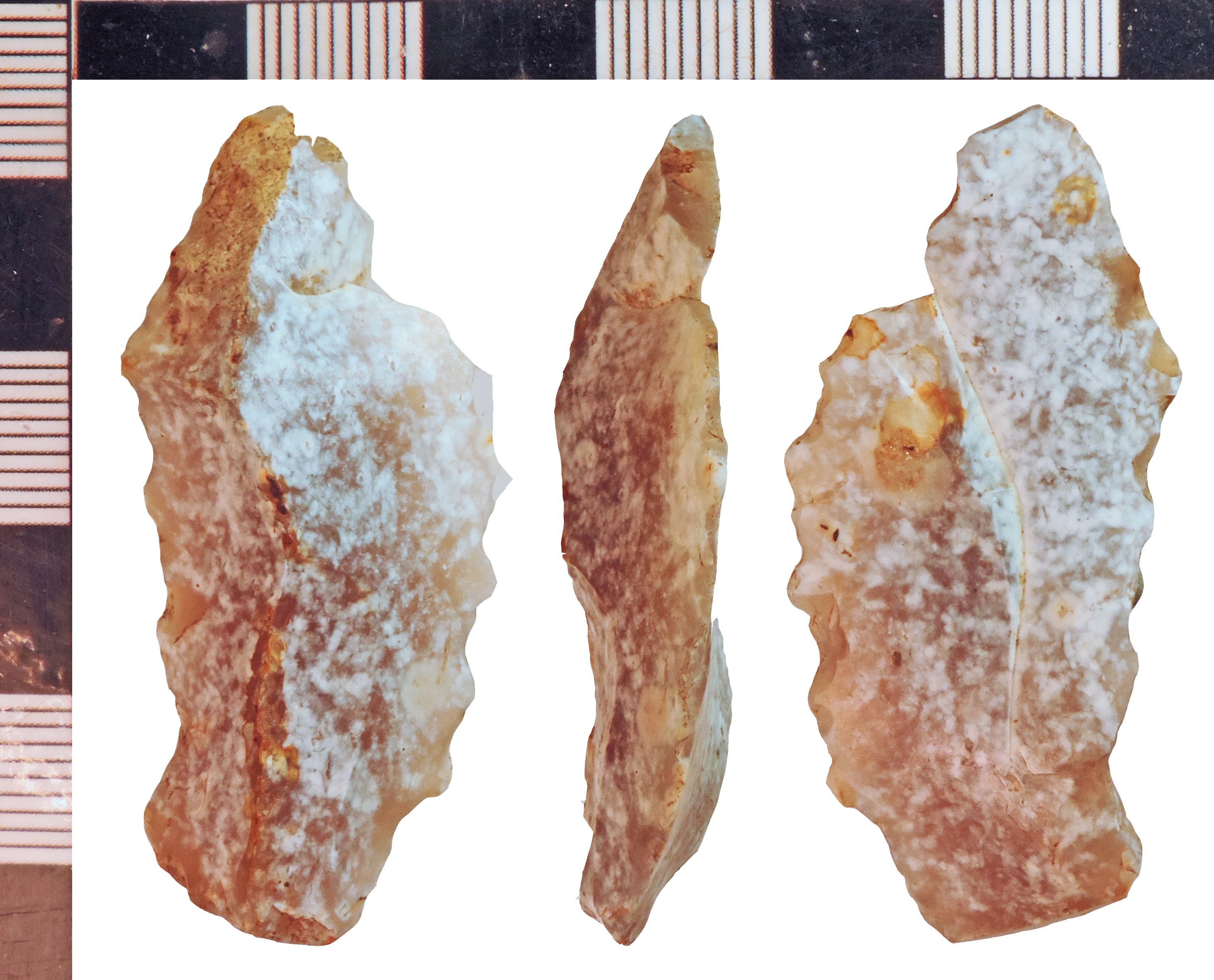
Mésolithique
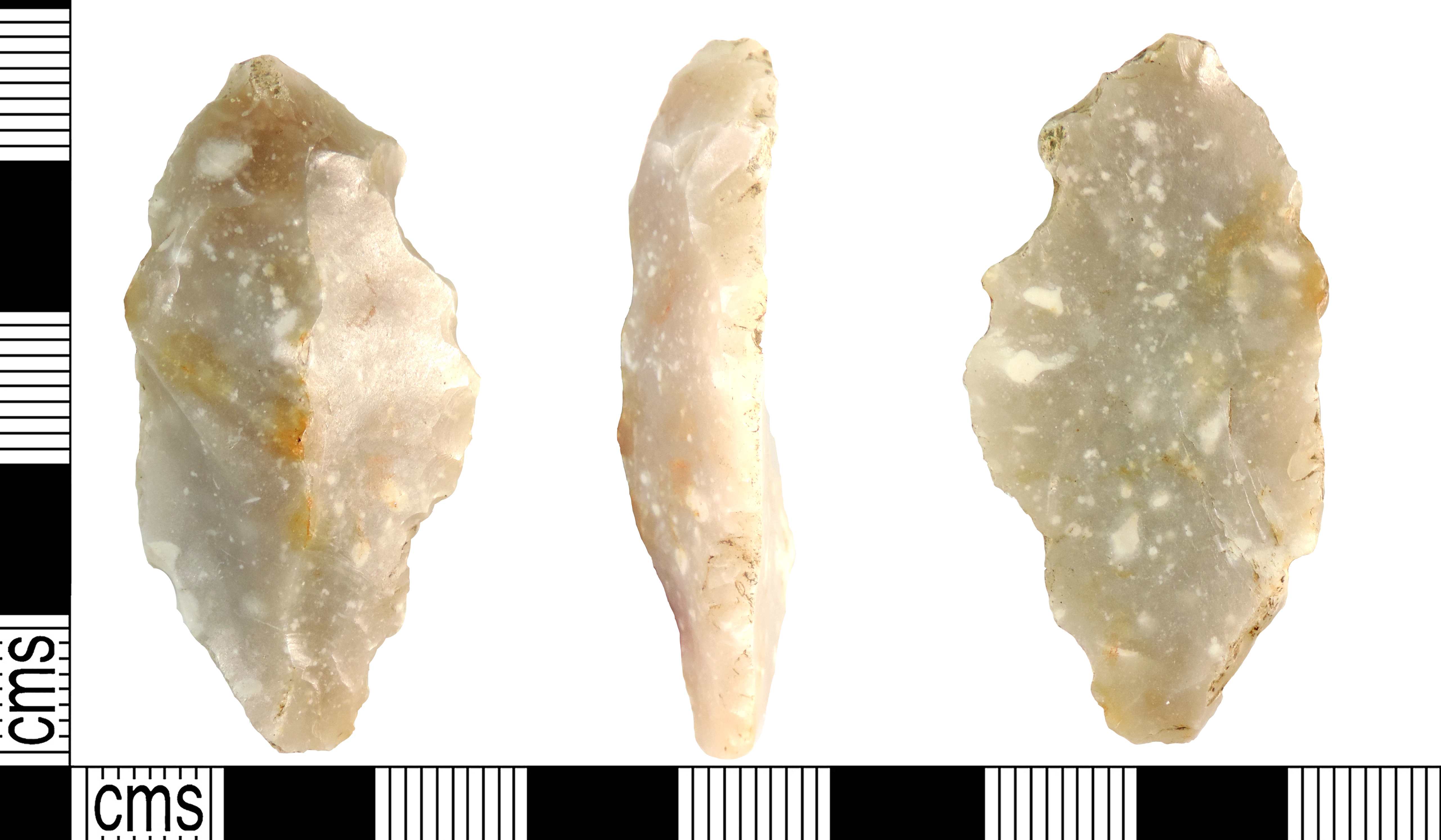
Néolithique
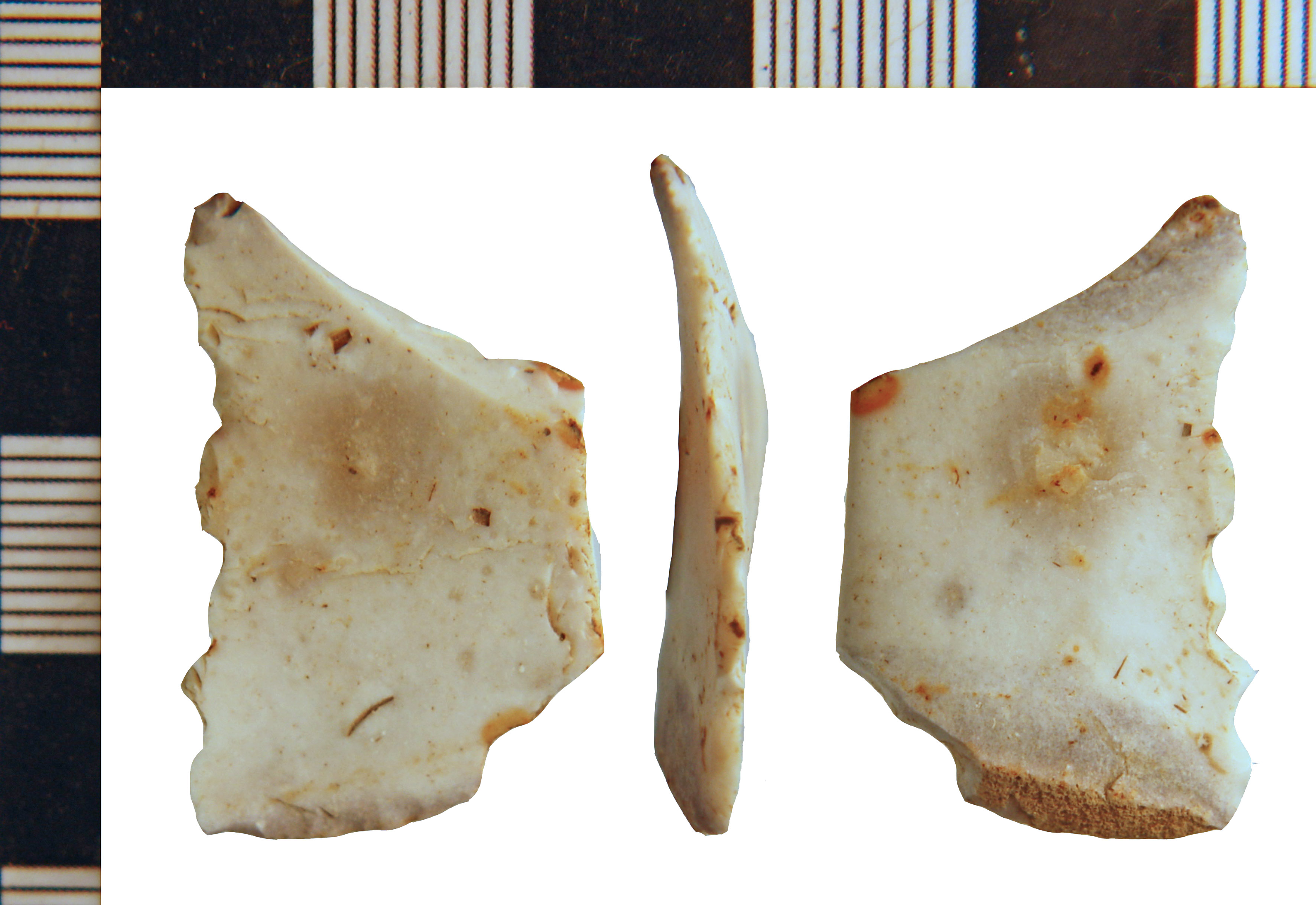
Âge du bronze
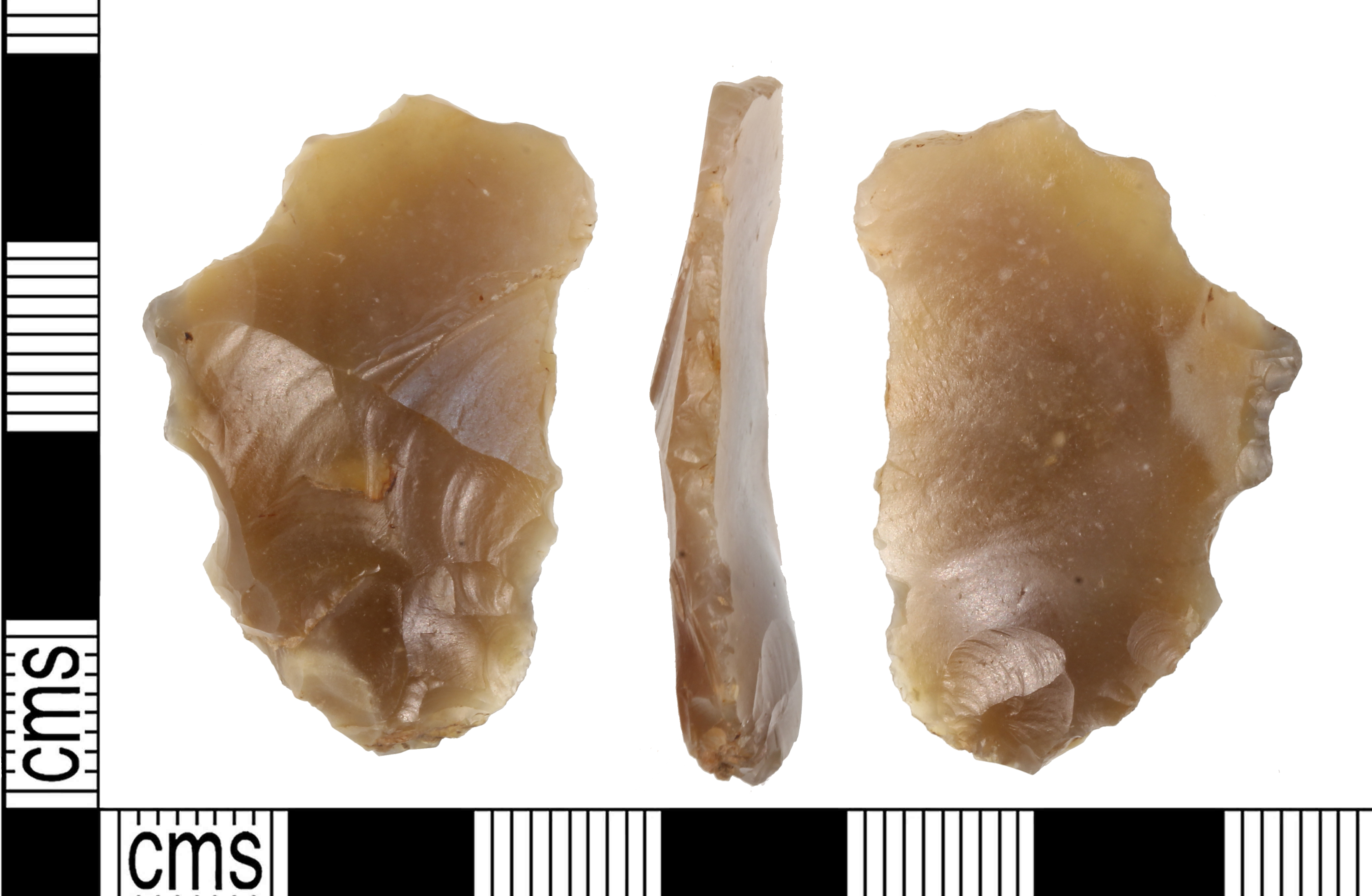
Âge du Fer

## Répartition dans le monde
On retrouve des outils de type denticulés en Europe mais aussi en Asie (du Proche-Orient à l'Asie de l'est), en Afrique (exemple : grotte de Blombos), en Amériques (exemple : Patagonie argentine).

Denticulés retrouvés hors Europe
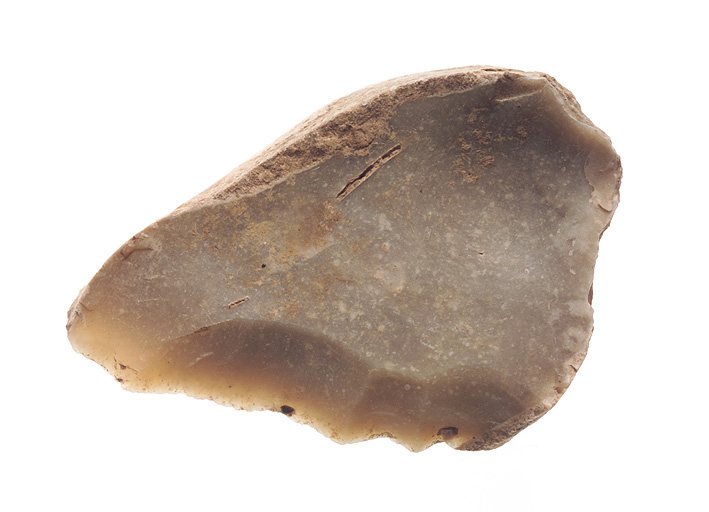
Denticulé trouvé sur le site de Menez Dregan (Musée de Bretagne).
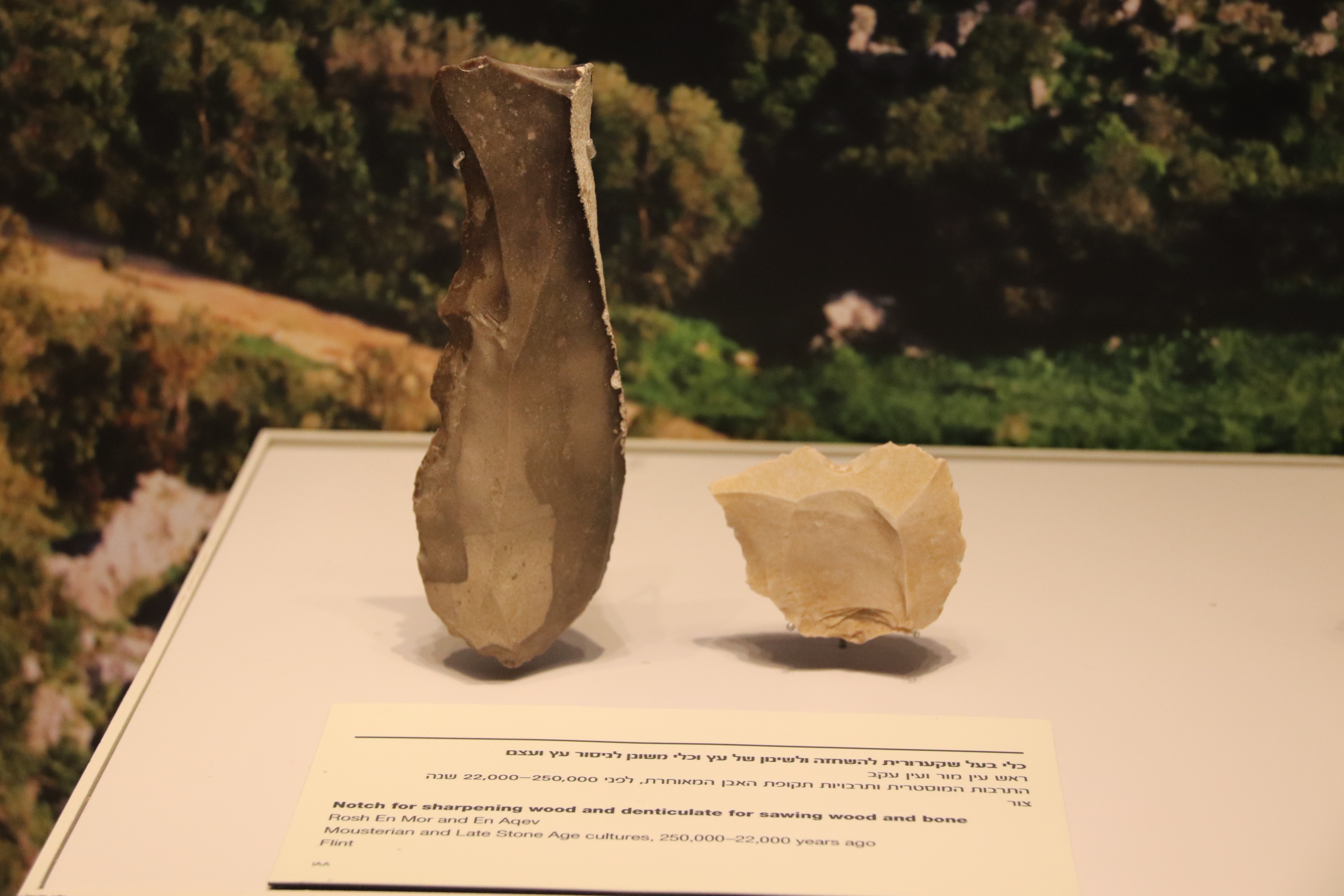
Denticulé (à droite) de faciès moustérien, Israël.
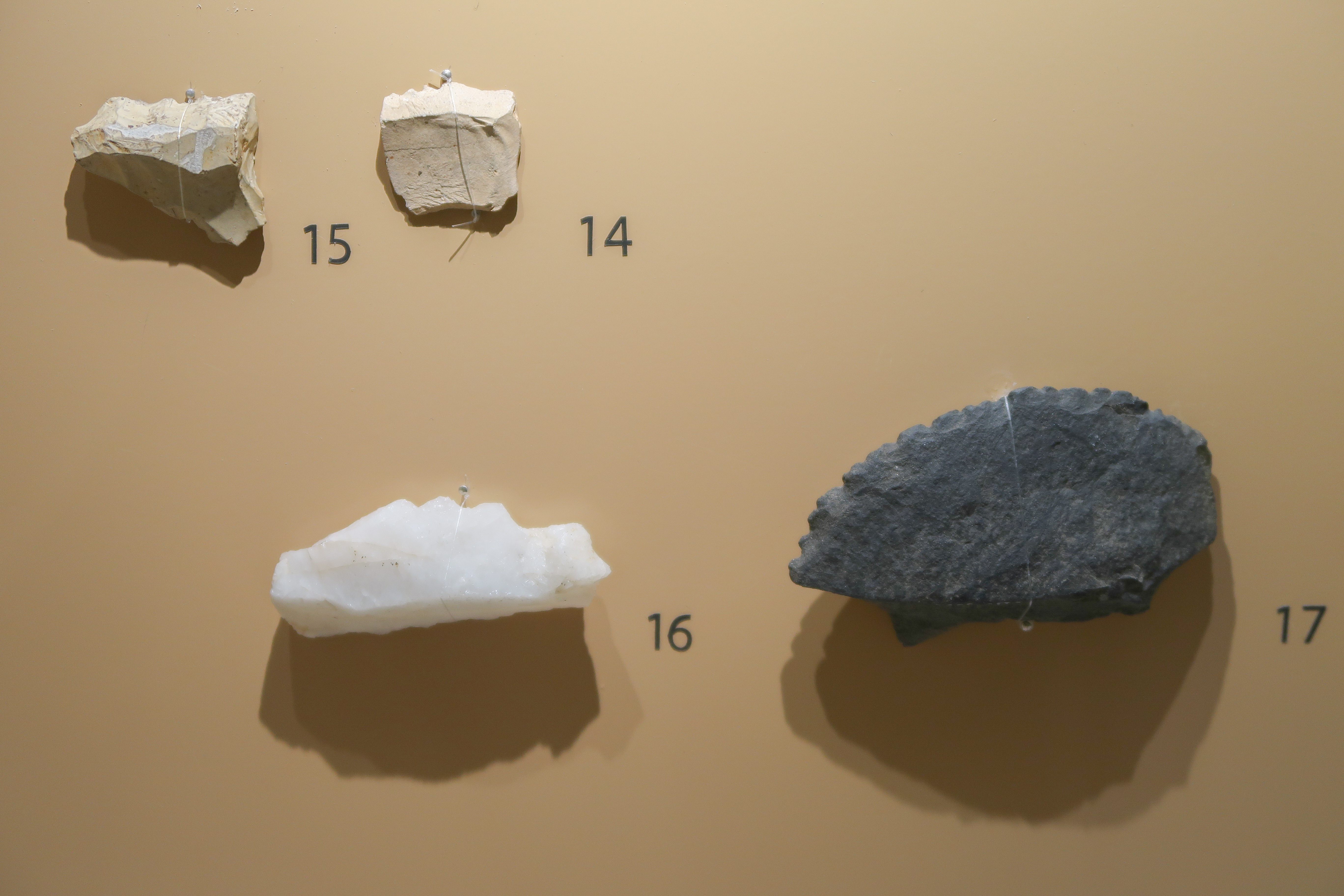
Denticulés du Paléolithique supérieur en Corée.
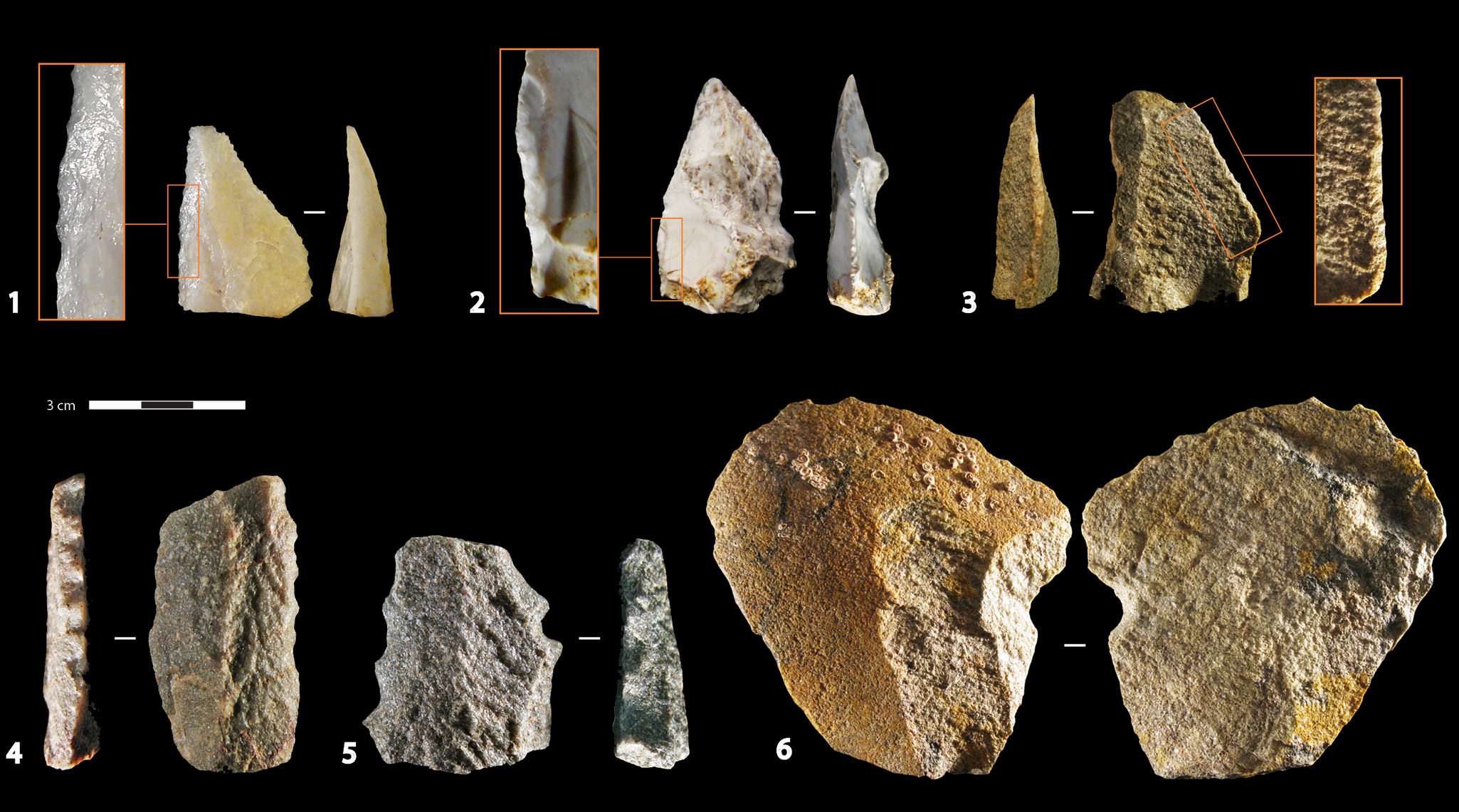
Industrie lithique de la grotte de Blombos en Afrique du sud, les denticulés correspondent aux numéros 4 et 5.
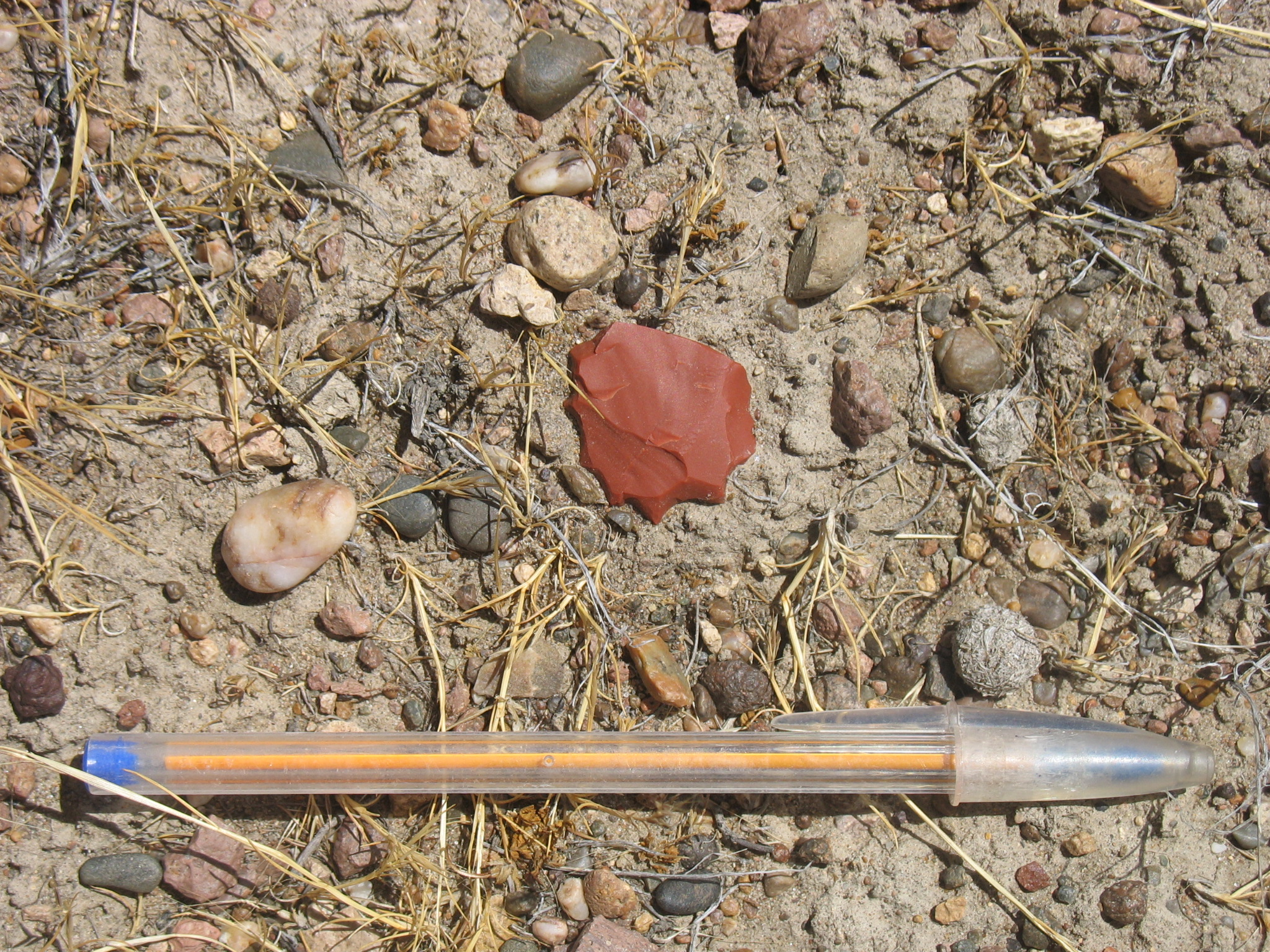
Denticulé in situ près de Puerto Deseado, en Argentine.